# Pic Nic
Pic-Nic va ser un grup musical d'influències folk i pop a finals dels anys 60 a Barcelona.
Va partir del quartet Brenner Quartet, amb els germans Vytas Brenner i Haakon Brenner, guitarrista i baixista, respectivament, el pianista i bateria Jordi Sabatés i la segona guitarra de Toti Soler, als que es va afegir na Jeanette com a cantant (britànica, de mare de les Canàries, i que havia viscut de petita als EUA). Canvien el nom a Brenner's Folk, fent un EP a Edigsa en català. Vytas i Haalon Brenner tornen amb la família a Veneçuela i entra al seu lloc Isidoro (Doro) de Montaberry al baix i el mexicà Al Cárdenas a la guitarra rítmica. Amb un repertori en anglès signen amb la discogràfica Hispavox i es canvien el nom pel de Pic-Nic.
A finals de 1967 editen el primer single amb gran èxit, arribant a ser primers a les llistes espanyoles al llarg de nou setmanes amb 'Cállate niña', però un any després el grup es va separar. Jeanette va tenir molt d'èxit com a cantant amb temes com 'Soy rebelde' (1971) o 'Por qué te vas' (1974), mentre que en Toti Soler, en Jordi Sabatés i en Doro Montaberry van formar part del grup Om.

## Discografia
- Single Cállate niña / Negra estrella (Hispavox, 1967)[5]
- Single Hush, little baby / Blamin's not hard to do / You heard my voice (Hispavox, 1968). En anglès pel mercat internacional.
- Single Amanecer / No digas nada (Hispavox, 1968)
- Single Me olvidarás / Él es distinto a ti (Hispavox, 1968)
- LP Pic-Nic (Hispavox, 1968), amb els temes dels singles. Reeditat com a Cállate niña (Hispavox, 1969)